# Ashley Robinson
Ashley Robinson (* 12. August 1982 in Dallas, Texas, Vereinigte Staaten) ist eine professionelle Basketball-Spielerin. Zuletzt spielte sie in der Saison 2013 für die Seattle Storm in der Women’s National Basketball Association als Center.

## Karriere

### College
Ashley Robinson spielte bis 2004 für das Damen-Basketballteam der University of Tennessee.

### WNBA
Robinson wurde im WNBA Draft 2004 von den Phoenix Mercury an der insgesamt 14. Stelle ausgewählt. Nachdem sie in der Rookie-Saison 2004 nur als Einwechselspielerin zu Kurzeinsätzen kam, steigerte sich in der Saison 2005 die Einsatzzeiten und Robinson zählte zumindest in 15 Spielen zur Startformation der Mercury. In der Saison 2006 traten die Chicago Sky der WNBA bei und entschieden sich im Expansion Draft für Robinson. Somit spielte sie zu Beginn der Saison 2006 für Chicago. Jedoch wurde sie für Cisti Greenwalt und einen Draftpick noch während der Saison zu den Seattle Storm transferiert. In Seattle spielte Robinson bis zur Spielzeit 2011. Während ihrer Zeit in Seattle wurde sie meist als Ergänzungsspielerin eingesetzt. 2010 gewann Robinson mit dem Team der Storm die WNBA-Meisterschaft, auch wenn sie in vier Playoff-Partien insgesamt nur sieben Minuten eingesetzt wurde. 2012 spielte Robinson eine Saison für das Team der Washington Mystics. Zum Abschluss ihrer WNBA-Karriere bestritt sie 2013 noch einige Partien für die Seattle Storm.
Nach der Spielzeit 2013 bestritt Robinson keine Spiele mehr in der WNBA. Bis zu diesem Zeitpunkt bestritt sie in 10 WNBA-Saisons in der regulären Saison 292 Spiele, dabei stand sie 55 Mai in der Startformation und erzielte 556 Punkte, 733 Rebounds und 149 Assists. In 19 Playoff-Partien (davon 3 in der Startformation) erzielte sie 21 Punkte, 43 Rebounds und 9 Assists.

### Europa
In der Saisonpause der WNBA spielt Ashley Robinson wie viele WNBA-Spielerinnen in Europa. Sie stand dabei für Teams aus der Türkei, Spanien und Tschechien auf dem Platz. Zuletzt spielte sie in der Saison 2011/12 dabei für das tschechische Team von Frisco Sika Brno.